# Biofag

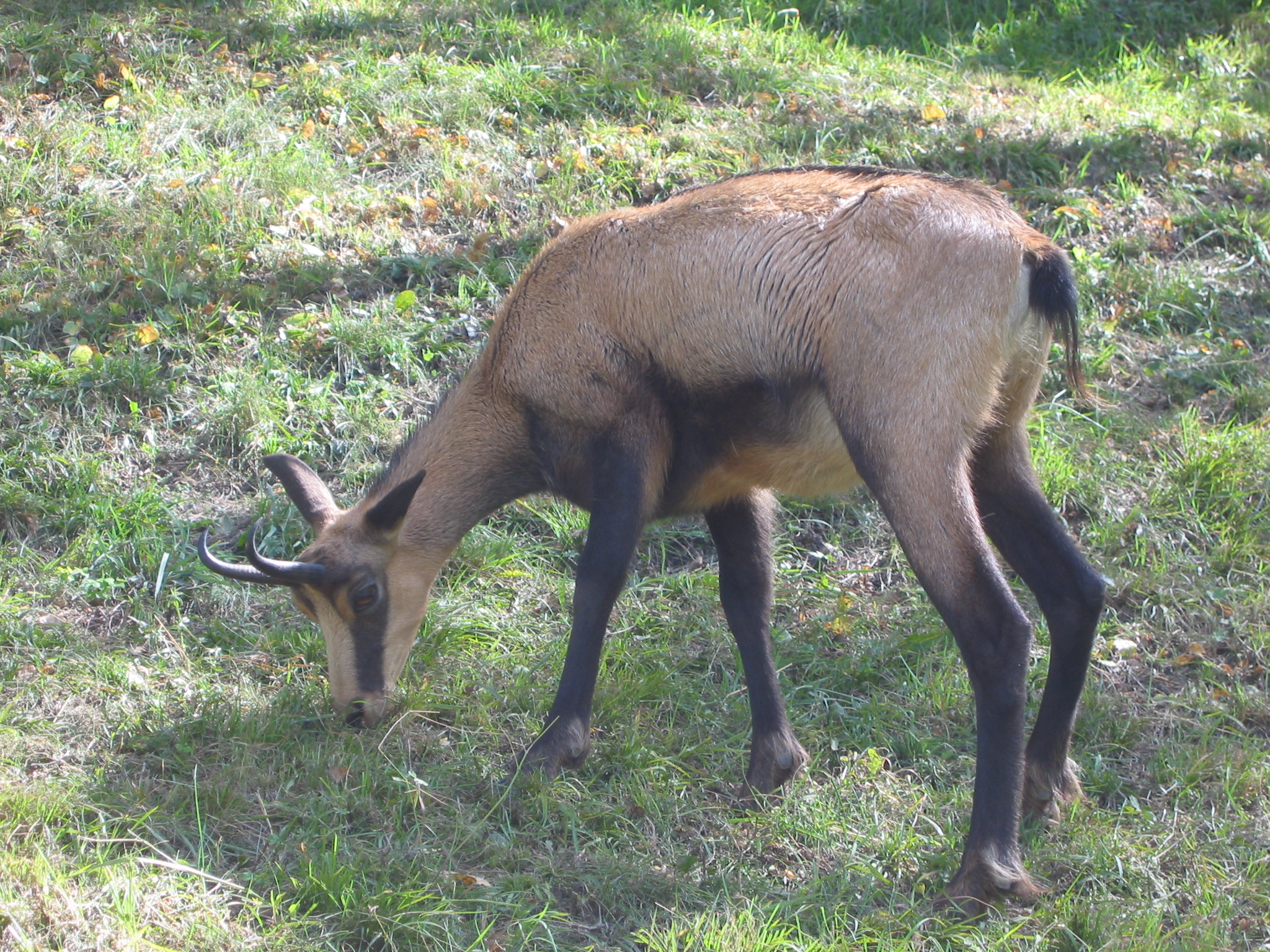
Kozica jest fitofagiem

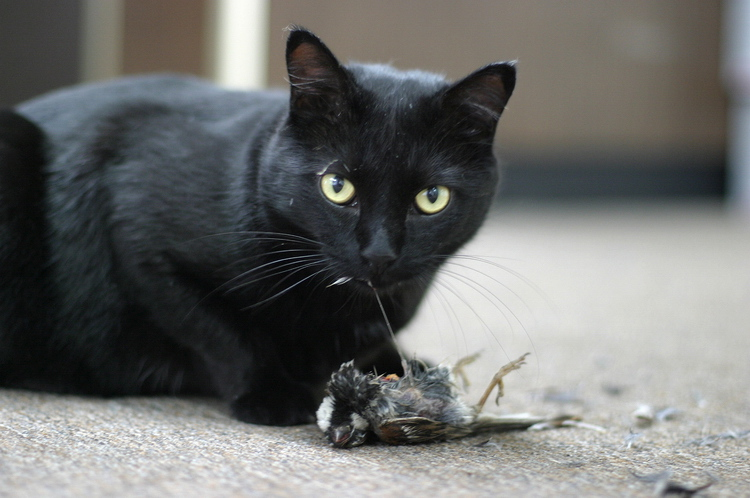
Kot jest zoofagiem

Biofag (łac. biophaga, z gr. bíos – życie, phageín – jeść) – organizm odżywiający się żywym pokarmem, zjadający inne organizmy lub ich części.
W zależności od rodzaju pobieranego pokarmu biofagi dzielone są na:
- zoofagi – żywiące się żywymi lub martwymi tkankami zwierzęcymi,
- fitofagi – zjadające pokarm pochodzenia roślinnego.

Wśród obydwu grup biofagów wyróżniane są stopnie specjalizacji pokarmowej zależne od różnorodności pobieranego pokarmu przez dany gatunek:
- monofagizm,
- oligofagizm,
- polifagizm.